# Caxambu
Caxambu je město a také administrativní jednotka v Brazílii, přesněji ve spolkovém státě Minas Gerais. Má přibližně přibližně 21 tisíc obyvatel a rozlohu 100,5 km2, nachází se v pohoří Mantiqueira ve výšce zhruba 900 m n. m. Bylo založeno roku 1901 pod jménem Vila de Caxambu. Hlavní město spolkového státu je Belo Horizonte a je vzdáleno 384 km.

## Původ jména
Slovo „Caxambu“ znamená „voda s bublinami“ a pochází z jazyka etnické skupiny Tupi, jež tvořila většinu místního domorodého obyvatelstva. 

## Léčivé prameny
Město je proslulé zejména díky zdejší minerální vodě a lázním. Minerální voda odsud se prodává po celé Brazílii. Z celkem dvanácti vrtů dodávajících léčivou minerální vodu má jedenáct přírodně sycenou vodu. Místní balneopark patří k těm největším na světě. Nachází se zde také vzácný studený gejzír jménem Gêiser Floriano de Lemos.

## Slavní obyvatelé
- José Linhares (1886–1957), prezident Brazílie mezi lety 1945 a 1946
- Ivon Curi (1928–1995), zpěvák, skladatel a herec